# Janusz Lewandowski
Janusz Antoni Lewandowski (ur. 13 czerwca 1951 w Lublinie) – polski ekonomista i polityk. Współzałożyciel Kongresu Liberalno-Demokratycznego i jego przewodniczący w latach 1990–1991. Poseł na Sejm I, III i IV kadencji (1991–1993 i 1997–2004), minister przekształceń własnościowych w rządzie Jana Krzysztofa Bieleckiego (1991) i rządzie Hanny Suchockiej (1992–1993), poseł do Parlamentu Europejskiego V, VI, VII, VIII, IX i X kadencji (2004–2010 i od 2014), w latach 2010–2014 komisarz UE ds. budżetu i programowania finansowego.

## Życiorys

### Działalność zawodowa i naukowa
W czasie studiów uprawiał lekkoatletykę, był medalistą akademickich mistrzostw Polski w biegach sprinterskich. W 1974 uzyskał magisterium na Wydziale Ekonomiki Transportu Uniwersytetu Gdańskiego. W 1984 doktoryzował się na tej uczelni w zakresie nauk ekonomicznych. W latach 1974–1983 był nauczycielem akademickim UG. Później pracował w Polskich Liniach Oceanicznych, zakładał Instytut Badań nad Gospodarką Rynkową w Gdańsku, pełni funkcję przewodniczącego rady fundatorów tego instytutu.
Jest autorem książki o sławnych liberałach, a także artykułów i felietonów do gazet i czasopism, takich jak „Rzeczpospolita”, „Gazeta Wyborcza”, „Parkiet”, „Polityka”, „Wprost” i „Newsweek Polska”. Jako pierwszy w 1993 zdobył nagrodę „Giganta” przyznawaną przez poznański oddział „Gazety Wyborczej”, w 1993 otrzymał Nagrodę Kisiela.

### Działalność polityczna
W latach 1980–1989 był doradcą ekonomicznym „Solidarności”, a w 1988 współzałożycielem Kongresu Liberalno-Demokratycznego ze środowiska tzw. gdańskich liberałów. Został przewodniczącym tej inicjatywy politycznej. Pełnił funkcję ministra przekształceń własnościowych w rządach Jana Krzysztofa Bieleckiego (1991) i Hanny Suchockiej (1992–1993). Doprowadził do uruchomienia giełdy i opracowania Programu Powszechnej Prywatyzacji. Zasiadał również w Sejmie I kadencji (1991–1993).
Po porażce wyborczej KLD w 1993, pracował w latach 1994–1997 jako ekspert m.in. za granicą. Po połączeniu się jego dotychczasowego ugrupowania z Unią Demokratyczną w jedną partię, został członkiem Unii Wolności. Z listy UW wszedł do Sejmu III kadencji w 1997. W 2001 przeszedł do Platformy Obywatelskiej, uzyskując mandat posła IV kadencji w okręgu gdańskim. Zasiadł we władzach krajowych PO.
W 1997 prokurator skierował przeciw niemu do sądu akt oskarżenia, zarzucając, że jako minister przekształceń własnościowych miał działać na szkodę interesu publicznego i prywatnego, przekraczając uprawnienia i nie dopełniając obowiązków przy prywatyzacji na początku lat 90. dwóch krakowskich spółek Skarbu Państwa. W marcu 2005 sąd I instancji uniewinnił go od popełnienia tych zarzutów. W styczniu 2006 wyrok ten został uchylony, a sprawę skierowano do ponownego rozpoznania. Ostatecznie w marcu 2009 Sąd Okręgowy w Krakowie prawomocnie uniewinnił Janusza Lewandowskiego.
W okresie od kwietnia 2003 do kwietnia 2004 był obserwatorem przy Parlamencie Europejskim, a następnie europosłem V kadencji w ramach delegacji krajowej. W wyborach europejskich w 2004 został wybrany do PE VI kadencji z listy Platformy Obywatelskiej w okręgu gdańskim. Uzyskał 79 879 głosów (co stanowiło najlepszy wynik w regionie). Był przez 2,5 roku przewodniczącym komisji budżetowej Parlamentu Europejskiego, następnie objął funkcję jej wiceprzewodniczącego. W wyborach europejskich w 2009 skutecznie ubiegał się o reelekcję, ponownie wygrywając w swoim okręgu.
W 2009 został nominowany przez rząd na polskiego komisarza europejskiego ds. programowania finansowego i budżetu w II Komisji José Barroso. 11 stycznia 2010 w Parlamencie Europejskim odbyło się jego przesłuchanie jako kandydata do KE. 9 lutego 2010 Parlament Europejski zatwierdził skład Komisji Europejskiej, w konsekwencji Janusz Lewandowski utracił mandat europosła.
W 2014 ponownie został z listy PO wybrany do Parlamentu Europejskiego. W związku z tym 1 lipca 2014 odszedł ze stanowiska w KE.
W styczniu 2015 został powołany przez premier Ewę Kopacz na przewodniczącego Rady Gospodarczej przy prezesie Rady Ministrów. Zakończył urzędowanie w listopadzie tego samego roku. W 2016 został członkiem zespołu doradców ekonomicznych PO.
W 2019 wystartował w wyborach do Parlamentu Europejskiego z pierwszego miejsca w okręgu nr 1 listy Koalicji Europejskiej. Uzyskał poparcie 120 990 wyborców i utrzymał mandat europosła na okres IX kadencji. W wyborach w 2024 po raz kolejny został wybrany do PE, kandydując z ramienia Koalicji Obywatelskiej i zdobywając 133 444 głosy.

## Wyniki w wyborach ogólnopolskich
| Wybory | Komitet wyborczy                   | Komitet wyborczy                | Organ             | Okręg                            | Wynik            |
| ------ | ---------------------------------- | ------------------------------- | ----------------- | -------------------------------- | ---------------- |
| 1991   |                                    | Kongres Liberalno-Demokratyczny | Sejm I kadencji   | nr 28                            | 8377 (2,85%)     |
| 1993   | Sejm II kadencji                   | Kongres Liberalno-Demokratyczny | nr 35             | 11 176 (2,07%)                   |                  |
| 1997   |                                    | Unia Wolności                   | Sejm III kadencji | nr 11                            | 14 506 (2,54%)   |
| 2001   |                                    | Platforma Obywatelska           | Sejm IV kadencji  | nr 25                            | 4907 (1,36%)     |
| 2004   | Parlament Europejski VI kadencji   | Platforma Obywatelska           | nr 1              | 79 879 (20,17%)                  |                  |
| 2009   | Parlament Europejski VII kadencji  | Platforma Obywatelska           | nr 1              | 107 529 (22,29%)                 |                  |
| 2014   | Parlament Europejski VIII kadencji | Platforma Obywatelska           | nr 1              | 107 814 (23,48%)                 |                  |
| 2019   |                                    | Koalicja Europejska             | nr 1              | Parlament Europejski IX kadencji | 120 990 (14,62%) |
| 2024   |                                    | Koalicja Obywatelska            | nr 1              | Parlament Europejski X kadencji  | 133 444 (17,95%) |

## Życie prywatne
Od 1977 był żonaty z Lidią (zm. 2021), ma córkę Justynę.

## Odznaczenia i wyróżnienia
- Krzyż Komandorski Orderu Odrodzenia Polski (2011)[20]
- Medal św. Wojciecha (2014)[21]
- Nagroda Kisiela (1993)
- Perła Honorowa Polskiej Gospodarki w kategorii gospodarka (2010)[22]
- Nagroda Specjalna Lewiatana przyznana przez Konfederację Lewiatan (2010)[23]
- Tytuł „Człowieka Roku” 2013 Forum Ekonomicznego[24]